# Turén
Pour les articles homonymes, voir Turén.
Turén est l'une des quatorze municipalités de l'État de Portuguesa au Venezuela. Son chef-lieu est Villa Bruzual. En 2011, la population s'élève à 62 947 habitants.

## Géographie

### Subdivisions
La municipalité possède trois paroisses civiles et une parroquia capital, traduite ici par « capitale » (en italiques et suivie d'une astérisque) avec, chacune à sa tête, une capitale (entre parenthèses) :+
- Canelones (La Misión) ;
- Capitale Turén * (Villa Bruzual) ;
- Santa Cruz (Santa Cruz) ;
- San Isidro Labrador (Colonia Turén).

## Personnalités liées
- Wilmar Castro Soteldo, homme politique, gouverneur de l'État et plusieurs fois ministres.